# 漫畫雜誌
漫畫雜誌是登載漫畫為主的雜誌。

## 簡介
漫畫雜誌一般來說以版面較單行本大、較廉價的紙張來印刷，日本漫畫雜誌部分頁面甚至粗糙到類似新聞紙並且印刷油墨會沾染到讀者手上。歐美漫畫常有全本彩色印刷以外，但日本、香港、台灣、及中國大陸的漫畫雜誌除了開頭幾頁偶爾會使用彩稿，大部分都是黑白稿。若以同樣花費所能夠獲得的內容而言，漫畫雜誌在價格上亦較單行本來得便宜。
如果市場規模足夠，漫畫雜誌會針對特定的讀者群進行編輯的取捨，例如有針對少年、少女、家庭主婦以及上班族等的各類漫畫雜誌，以便於讀者的選擇。按出版頻度又可分為週刊、雙週刊、月刊和雙月刊等。漫畫雜誌上連載著複數的漫畫作品，每一作品在每期的雜誌進行少量頁數的刊登（在週刊上平均為16頁左右，月刊則可能超過40頁，並依作品風格及作者的創作速度而有出入），累積到足夠的頁數以後可能會集結成單行本出版，以方便該作品的喜好者收藏之用。
一部成功的漫畫有時候往往可以連載上幾年。購買漫畫雜誌的讀者除了個人喜好的作品以外，也有機會欣賞到其他作品或新進漫畫家的作品：因此部份出版社儘管期刊部門虧損也仍然繼續發行，而以單行本或其他收益來補貼，部分便是基於宣傳的效果。另一方面則是由於定期發行的雜誌能夠經由回函等方式達到作者與讀者的互動，甚至因此修改或調整原本預定的劇情，以迎合大眾喜好。
漫畫雜誌在日本的發行量在1990年代中期達到最高峰，其后出現了快速下降，這與少子化和活字脫離有密切的關係。以發行量最大的三部漫畫雜誌為例，週刊少年SUNDAY在2006年發行量為100萬部上下，只有2000年的一半；週刊少年MAGEZINE在1998年發行量有425萬份，2007年為187萬份；週刊少年JUMP在1995年創下653萬份的漫畫雜誌發行記錄，現在下滑到不足284萬份。但漫畫雜誌在日本仍然是發行量最高的雜誌類型

## 中文漫畫雜誌列表

### 中国大陆发行杂志

#### 正在发行
- 漫画月刊
- 科幻世界画刊
- 科幻画报·漫画SHOW
- 科普画王
- 漫画bar
- 漫画派对
- 漫画世界
- 漫客星期天
- 漫友
- 龙漫
- 尚漫
- 天漫
- 幽默大师
- 知音漫客
- 劲漫画
- 锋绘
- 乐漫
- 漫画行
- 悦漫画
- 漫品
- 漫王
- 神漫
- 飒漫画
- 飒漫乐画
- 最漫画
- 淘漫画
- 漫客·绘心
- 漫天下
- 中国漫画
- Hi漫画
- 约绘
- 花漫
- 星漫
- 漫画会
- 好漫画
- 壹周漫画
- 依漫
- 极漫
- 中国卡通

#### 已停刊
- 卡通王
- 动漫时代
- 少年漫畫
- 北京卡通
- 卡通先锋
- 画书大王
- 特别优漫
- 漫画show
- 龙漫少年星期天
- 嗨漫
- 漫画BOX
- 漫画先锋
- 漫迷
- 国人志

### 香港發行

#### 週刊雜誌
- 漫畫周刊（海豹叢書）（已停刊）
- EX-am（文化傳信）（已停刊）
- 天下少年〔天下出版〕（已停刊）

#### 雙週刊
- 新少年（東立）
- 快樂龍（青文）（已停刊）
- CO-CO!（正文社）（已停刊）
- 爆笑CO-CO!（正文社）（已停刊）

#### 半月刊雜誌
- A-CLUB〔林查理集團〕（已停刊）

#### 月刊雜誌
- Lucky漫畫月刊〔拓植社〕（於2023年9月已停刊)
- ANGEL月刊〔拓植社〕(於2023年8月已停刊)
- HERO Magazine〔拓植社〕（已停刊）
- COMIC FANS〔天下出版〕（已停刊）
- SpeedUP〔網上漫畫〕（已停刊）
- COMICフェス〔天下出版〕（已停刊）

### 台灣發行

#### 1992年版權時代前(均已停刊)
- 東立漫畫週刊
- 小咪漫畫週刊
- 歡樂漫畫半月刊
- 漢堡漫畫月刊
- 星期漫畫週刊
- 少年快報週刊
- 童年快報
- 神奇地帶月刊

#### 週刊雜誌
- 新少年快報（東立） (1992年發行，代理週刊少年Magazine作品為主)
- 寶島少年（東立）  (代理少年Jump週刊作品為主)
- 熱門少年TOP（大然）（已停刊，代理少年Jump週刊作品為主)
- 無限少年MAX（大然）（已停刊，代理少年Sunday周刊作品）
- 冠軍少年週刊(長鴻)（已停刊，代理週刊少年Champion作品為主)
- 蓋世少年(爐童年)（已停刊，代理美國MARVEL作品)
- 非常青年WAO!哇漫畫週刊 （大然）（已停刊）

#### 雙週刊/半月刊雜誌
- 花與夢漫畫雜誌（大然）（已停刊，代理花與夢作品）
- 動感Speed半月刊（東立）（已停刊）
- 瑪格麗特漫畫月刊（東立）（2001年發行，2010/4已停刊，日本マーガレット（日语：マーガレット (雑誌)）中文版）
- 香港快報（大然）（已停刊，代理香港漫畫）
- TEMPO活躍漫畫半月刊（已停刊）

#### 月刊及雙月刊雜誌
- 公主漫畫雜誌（大然）（2003/4 已停刊）
- 魔奇月刊（大然）（已停刊）
- 王牌小子月刊（青文）（已停刊）
- 巨彈小子月刊（青文）（已停刊）
- 強棒SD月刊(強棒強棒)（青文）（2003/5 已停刊）
- 公主別冊月刊（大然）（已停刊）
- 天使少女漫畫月刊（大然）（2003/4 已停刊）
- NG笑場（大然）（已停刊）
- Z世代漫畫月刊（大然）（1997年發行，已停刊）
- HOT熱血少年（大然）（已停刊）
- 少年漫畫月刊（東立）（1993年發行，已停刊，代理月刊少年Magazine作品）
- 勁王漫畫月刊（尖端）（已停刊）
- 少女朋友月刊（東立）（2003/5 已停刊，代理別冊FRIEND作品）
- Alice少女漫畫流行誌（青文）（已停刊）
- Candy（長鴻）（已停刊）
- 頂尖少年Ace （東販）（已停刊，代理月刊少年Ace作品）
- High漫畫月刊 （時報）（已停刊）
- GO漫畫創意誌（台北市漫畫從業人員職業工會）（2003年發行，已停刊）
- GUNDAM ACE（台灣角川）（已停刊，日本GUNDAM ACE中文版）
- Lamon（長鴻）（2008/2已停刊）
- First青年漫畫月刊（東立）（已停刊）
- 午安漫畫月刊（東立）（代理月刊アフタヌーン作品，已停刊）
- 新少年快報別冊（東立）
- 元氣少年（青文）（2009/6 已停刊，代理少年Sunday周刊作品為主）
- 快樂快樂（青文）（日本快樂快樂月刊中文版）
- 開心漫畫（青文）（已停刊）
- 勝利小子（尖端）（已停刊）
- 挑戰者月刊（全力出版）（已停刊）
- 美少女月刊（長鴻）（2008/2已停刊）
- 開心少女月刊（長鴻）（已停刊）
- 焦點少女漫畫月刊（東立）（2002/12 已停刊，代理LaLa作品為主）
- Shine閃亮少女漫畫月刊（東立）（2002/6已停刊）
- 甜芯少女（尖端）（2015/6已停刊）
- 夢夢少女漫畫月刊（尖端）
- 樂透漫畫月刊（博海文化）（已停刊）
- 龍少年（東立）（1992年出刊，1998年停刊，2003年復刊，連載均為台灣漫畫家創作）
- 星少女（東立）（1992年出刊，中間停刊，約於2006年復刊，連載均為台灣漫畫家創作）
- 神奇少年（尖端）（已停刊，連載均為台灣漫畫家創作）
- 花漾（東立）
- 台灣漫畫月刊（台灣漫畫股份有限公司）（2011/7發行一期後隨即停刊）
- 15漫畫小刊小報（comic15出品）（2011/9~2013/8完）
- C-PLUS漫畫創意情報誌（文藝復興出版事業）（已停刊）
- LUCKY COMICS（台灣拓植社）

#### 季刊雜誌
- 漫樂ComixHappy（推守文化）
- CCC創作集（蓋亞文化）
- 亞細亞原創誌（銘顯文化）

## 日文漫畫雜誌列表
- 少年Jump週刊
- 少年Sunday周刊
- 週刊少年Magazine
- 週刊少年Champion
- 週刊Young Magazine
- Big Comic Spirits
- 月刊少年Magazine
- 月刊少年GANGAN
- 月刊少年Ace
- 月刊Dragon Age
- 月刊Comic電擊大王
- 電擊萌王
- 電擊帝王（休刊中）
- Afternoon月刊
- 少女Comic
- Asuka
- 花與夢
- RIBON
- Nakayoshi（なかよし）
- 快樂龍（コロコロコミック）
- LaLa
- ciao
- ChuChu
- G Fantasy

## 發行補助（台灣）
中華民國行政院新聞局自2003年10月起，規劃「補助發行定期漫畫刊物」專案，每年透過甄選協助漫畫團體（一名）及漫畫業者（一名）發行一年份十二期之月刊，每期輔助三十萬元。基於發掘本土漫畫創作人才之立意等原則，新聞局對於刊物的作者、內容與發行形式等稍有規範，自2005年起受補助刊物中亦常見公益性質的宣導漫畫刊登（篇幅通常為一至二頁）。
歷屆受補助刊物及補助期間如下：
- 龍少年（東立）：2003年10月～
- GO漫畫創意誌（台北市漫畫從業人員職業工會）：2003年10月～2006年12月
- 樂透漫畫月刊（博海文化）：2007年1月～2008年12月